# Pont romain (Droiturier)
Le pont romain est un pont situé à Droiturier, près de Lapalisse, en France. 

## Localisation
Le pont est situé sur la commune de Droiturier, dans le département français de l'Allier. Il franchit l'Andan.

## Description
Le pont comporte une seule arche, en dos d'âne. Il est dépourvu de parapet.

## Historique
Selon la tradition locale, le pont remonterait à l'époque romaine.
L'édifice est inscrit au titre des monuments historiques en 1984.